# Guembelia mammosa
Guembelia mammosa là một loài Rêu trong họ Grimmiaceae. Loài này được (C. Gao & T. Cao) Ochyra & Żarnowiec mô tả khoa học đầu tiên năm 2003.